# Marcel Möring

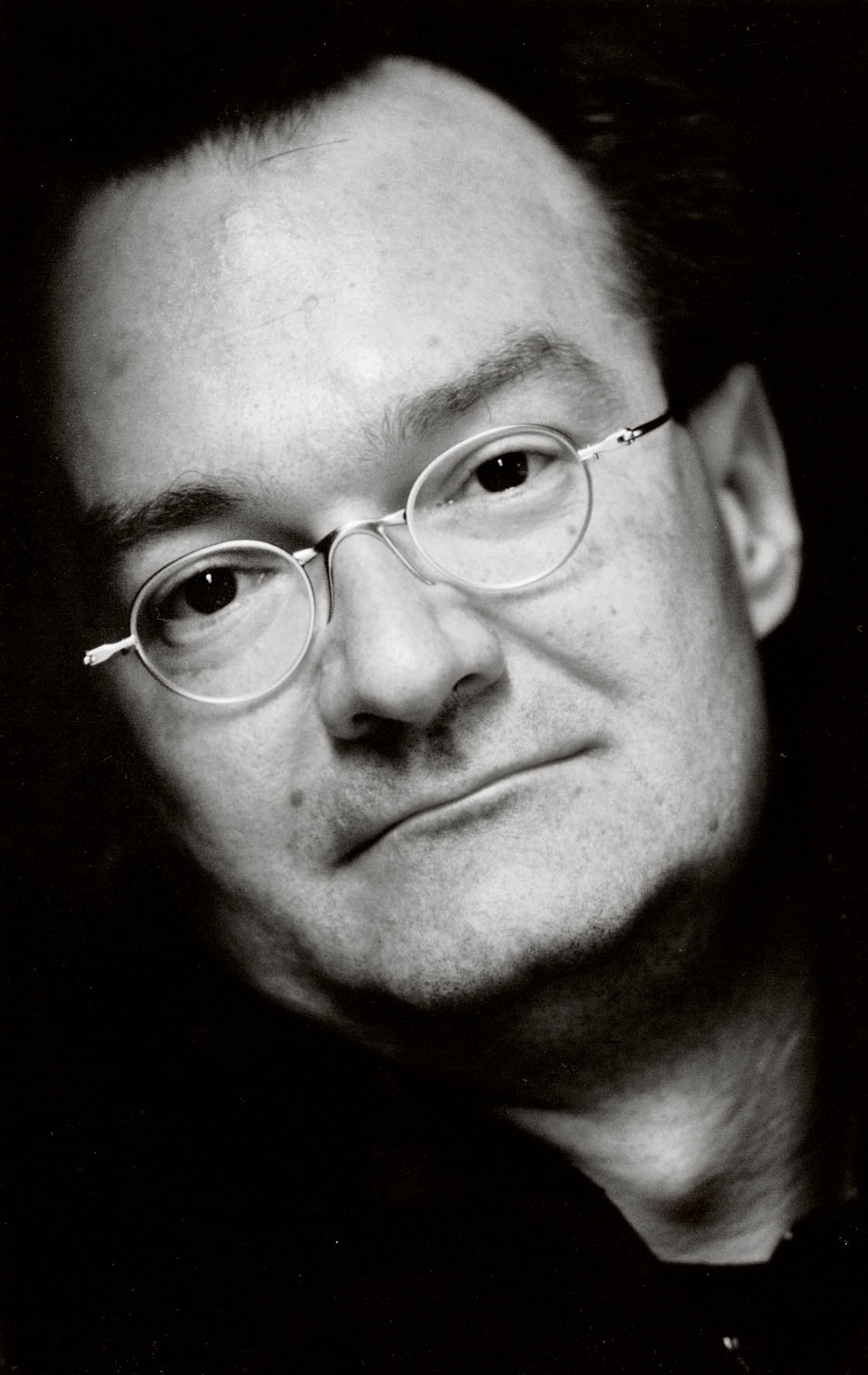
Marcel Möring

Marcel Möring (* 5. September 1957 in Enschede) ist ein jüdischer niederländischer Schriftsteller. 

## Leben und Werk
Für seinen zweiten Roman Das große Verlangen erhielt er den AKO Literaturpreis. Sein dritter Roman In Babylon wurde ebenfalls mit mehreren niederländischen und belgischen Preisen ausgezeichnet. Beide Romane waren große Publikumserfolge. Sein Roman Der nächtige Ort spielt in der niederländischen Stadt Assen. „An Konstruktion, Stil und Erzählperspektive“ dieses Romans erkenne man, „wie stark dieser Autor von den großen Vorbildern Proust, Joyce und Faulkner beeinflusst ist“, schrieb die Rezensentin der FAZ. Marcel Möring lebt in Den Haag.

## Veröffentlichungen auf Deutsch
- Das große Verlangen. Roman. Aus dem Niederländ. von Helga van Beuningen. Frankfurt: Suhrkamp 1994
- In Babylon. Roman. Aus dem Niederländ. von Helga van Beuningen. München : Luchterhand 1998
- Modellfliegen. Aus dem Niederländ. von Helga van Beuningen. München : Luchterhand 2001
- Mendel. Roman. Aus dem Niederländ. von Helga van Beuningen. München : Luchterhand 2003
- Eine Frau. Novelle. Aus dem Niederländ. von Helga van Beuningen. München. Luchterhand 2009
- Der nächtige Ort. Roman. Aus dem Niederländ. von Helga van Beuningen. München. Luchterhand 2011
- Im Wald. Roman. Aus dem Niederländ. von Helga van Beuningen, München : Luchterhand 2014
- Amen. Roman. Aus dem Niederländ. von Helga van Beuningen, München : Luchterhand 2022
- Eden. Roman. Aus dem Niederländ. von Helga van Beuningen, München : btb 2022

## Auszeichnungen
- 1990 Geertjan Lubberhuizenprijs für Mendel
- 2007: F. Bordewijkpreis für Dis
- 1998: Gouden Uil für In Babylon